# Torinoi Szent Maximosz
Torinoi Szent Maximosz (latinul: Maximus Taurinensis, olaszul: Massimo di Torino), (380 körül – 420 körül) késő ókori keresztény püspök.
Életéről kevés adat maradt fenn. Annyi ismert róla, hogy 380 körül született, az itáliai Taurinum (ma Torino) városának volt püspöke, és részt vett egy római zsinaton. Fennmaradtak a neve alatt prédikációk, melyeket B. Bruni adott ki 1784-ben. Bruni 240-et ismert el ezek közül eredetieknek, bár az újabb kutatások szerint túlbecsülte az autentikus beszédek számát. (Például Maximinus, a gótok püspöke legalább 40 beszéd valódi szerzője.)
A beszédek rövidek, velősek, bennük az igazi népszónok ismerhető fel. Több prédikáció a Felső-Itáliában ekkoriban népszerű pogány vallást követőkről szól, mások liturgikus szempontból fontosak (pl. 22 böjti homilia).